# Subjectiviteit
Subjectiviteit houdt in het persoonlijk oordeel of de persoonlijke zienswijze van een individu, betrekking hebbend op, of uitgaand van een persoonlijke zienswijze of smaak. Het tegenovergestelde van subjectiviteit is objectiviteit.
Wanneer een individu, of een beperkt aantal mensen iets heeft waargenomen of heeft ervaren dat niet door andere mensen kan worden waargenomen, bijvoorbeeld een UFO of het zien van een engel, wordt dit als een subjectieve ervaring beschouwd.
De woordenboekbetekenis, waar "subjectief" enigszins een relativerend karakter heeft, dient onderscheiden te worden van de filosofische betekenis. In de filosofie verwijst 'subject' naar het kennende ik en zijn bewustzijn. Waarheid en subjectiviteit zijn dus niet per definitie tegenstrijdig aan elkaar. De pestbacil is een gevaarlijk organisme is een voorbeeld van een subjectieve, maar ware uitspraak.